# Tuvia Bielski
Tuvia Bielski ook weleens Tewje Bielski (Stankiewicze, Oblast Hrodna, 8 mei 1906 – New York, 12 juni 1987) was de partizanenleider van de Bielski-partizanen die zich ophielden in het Naliboki-woud in het hedendaagse Wit-Rusland, dat voor de Tweede Wereldoorlog echter nog tot het Poolse grondgebied behoorde.

## Vroege leven
Bielski groeide op in de enige Joodse familie van Stankiewicze, een klein boerendorp tussen de steden Lida en Navahrudak in de oblast Hrodna in het oosten van Polen; tegenwoordig het westen van Wit-Rusland. In beide steden waren Joodse getto's. Hij was de zoon van David en Beila Bielski die twaalf kinderen hadden; tien jongens en twee meisjes. Tuvia was de oudste na Velvel. Zijn broers Asael, Alexander ('Zus') en Aron sloten zich later aan bij zijn groep partizanen.
Gedurende de Eerste Wereldoorlog trok Bielski veel op met Duitse soldaten ten tijde van de bezetting van diverse gebieden die tot het hedendaagse Polen en Wit-Rusland behoren. Hij sprak al Jiddisch en leerde via de Duitse soldaten Duits spreken. In 1927 werd hij gerekruteerd in het Poolse leger. Na zijn militaire dienst keerde hij huiswaarts waar hij weer werd herinnerd aan de armoede waarin zijn familie leefde. In een poging iets aan het gezinsinkomen toe te voegen huurde Bielski een molen; maar ook dit was nog niet voldoende. In 1929 trouwde hij op 23-jarige leeftijd een oudere vrouw genaamd Rifka, die een winkel en een groot huis bezat.

## Bielski-Partizanen
Op 22 juni 1941 vielen de nazi's Navahrudak en de omgeving van de stad binnen in het kader van Operatie Barbarossa. De stad werd een getto, en nadat zijn ouders waren gedood vluchtte Bielski met zijn broers en 13 andere gettobewoners het Naliboki-woud in. Zij vormden samen de kerngroep van de Bielski-partizanen. Hun doel was om koste wat kost de levens van Joden te redden. Tuvia Bielski werd de leider van deze Joodse vluchtelingen. Hij redde meer dan 1.200 Joden door onder te duiken in het Naliboki-woud. Als leider van de Bielski-partizanen was het niet zijn doel om wegen en spoorwegen, gebruikt voor bevoorrading door de nazi’s, aan te vallen; toch is dit soms wel gebeurd, maar dit was dan om Joden te redden die in gevangenschap waren van de nazi’s gedurende de Holocaust.

## Na de oorlog
Na de oorlog werd Bielski een hoge positie bij defensie in Israël aangeboden voor zijn groots leiderschap; maar hij sloeg het aanbod af. Samen met zijn broer had hij tot aan zijn dood in 1987 een klein vrachtvervoerbedrijf in New York. Hij trouwde Lilka, een andere Joodse overlevende, met wie hij gehuwd bleef tot zijn dood. Zij hadden samen drie kinderen: Michael, Robert en een dochter Ruth. Een kleindochter genaamd Sharon Rennert maakte een documentaire over hun familie, genaamd: "In Our Hands: The Legacy of the Bielski Partisans." (In onze handen: De erfenis van de Bielski-partizanen.)

## Dood
Nadat Bielski op 81-jarige leeftijd was overleden, werd hij begraven in Long Island, maar een jaar later werd hij op aandringen van de overlevende Partizanen, hun nabestaanden en nakomelingen in Israël herbegraven. Hier kreeg hij een heldenbegrafenis op Har HaMenuchot. Zijn vrouw Lilka werd in 2001 aan zijn zijde begraven.

## Film
Het boek Defiance ('Trotsering') van Nechama Tec is door Edward Zwick verfilmd en uitgebracht onder dezelfde titel in 2008. In Defiance wordt het waargebeurde verhaal over de Bielski-partizanen verteld, met als uitgangspunt Tuvia Bielski en zijn broer Alexander Zisel bijgenaamd Zus, die respectievelijk worden gespeeld door Daniel Craig en Liev Schreiber.